# Carlos Fenoy
Carlos Alberto Fenoy Muguerza (nacido el 15 de octubre de 1948 en Buenos Aires, Argentina) es un exfutbolista argentino. Jugaba de guardameta y su primer club fue Newell's Old Boys. En el año 1979 le fue concedida la nacionalidad española por residencia.

## Carrera
Comenzó su carrera en 1970 jugando para Newell's Old Boys. Jugó para el club hasta 1972. En 1973 formó parte del plantel de Vélez Sarsfield, dejando el club en el año 1975. En ese año se marchó a España para jugar en el Celta de Vigo. Jugó para el club hasta 1979 cuando se marchó al Real Valladolid, en donde jugó 8 años seguidos (1980-1988) hasta su retiro definitivo del fútbol.

## Clubes
| Club                      | País          | Año           | PJ  | G |
| ------------------------- | ------------- | ------------- | --- | - |
| C. A. Newell's Old Boys   | Argentina     | 1970-1972     |     |   |
| C. A. Vélez Sarsfield     | Argentina     | 1973-1975     |     |   |
| R. C. Celta de Vigo       | España        | 1975-1979     | 135 | 5 |
| Real Valladolid Deportivo | España        | 1980-1988     | 282 | 1 |
| Total carrera             | Total carrera | Total carrera | 417 | 6 |

## Palmarés

### Como jugador
| Título          | Club                      | Lugar               | Año  |
| --------------- | ------------------------- | ------------------- | ---- |
| Copa de la Liga | Real Valladolid Deportivo | Madrid y Valladolid | 1984 |